# Brigola
Brigola è una piccola località che si trova nel comune di Monzuno, in provincia di Bologna. L'abitato sorge sulle colline del fianco N-O del Monte Venere, sul corso del Sambro.

## Storia

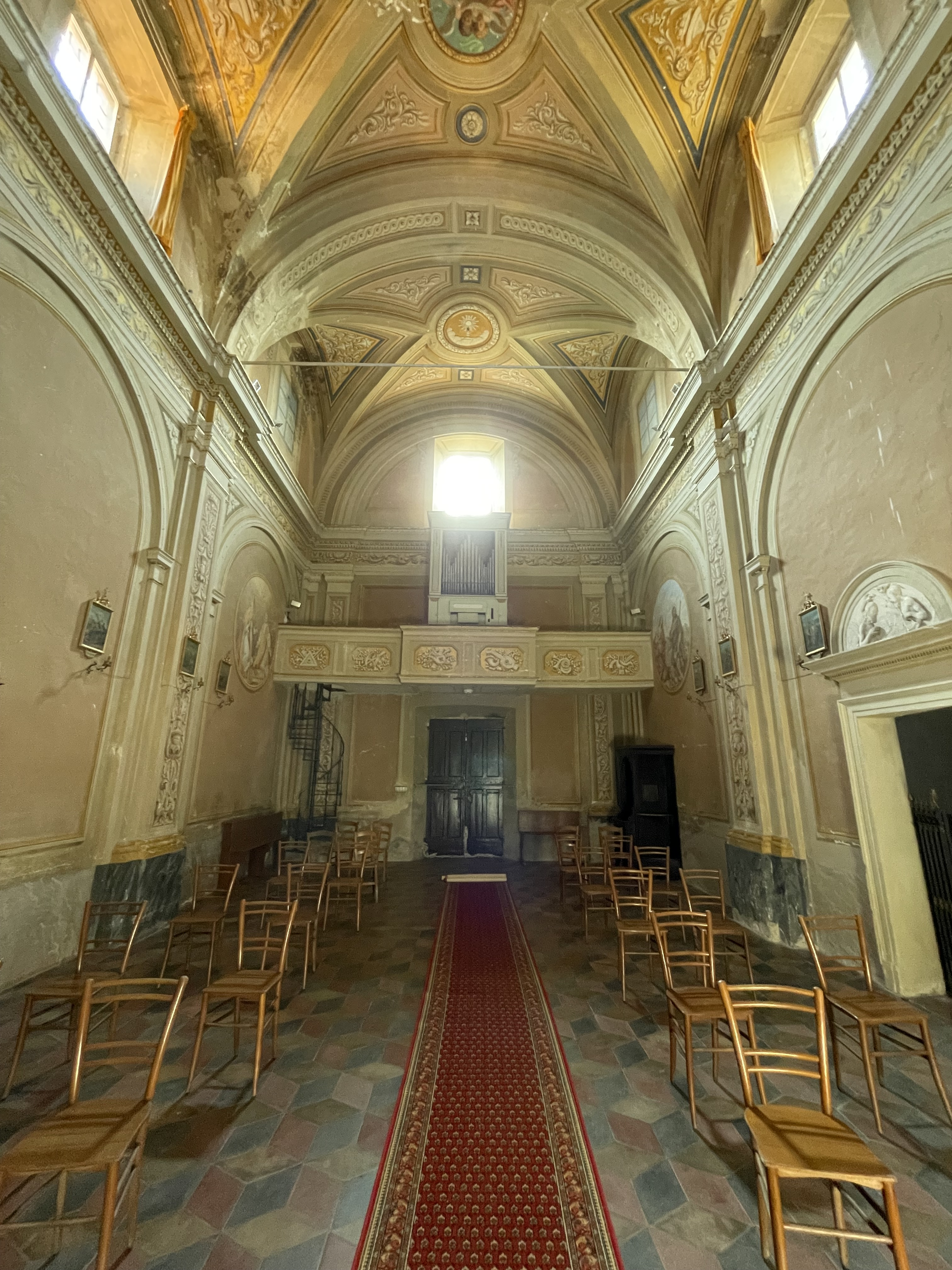
Chiesa di San Michele a Brigola (interno, navata)

Già ricordata in atti notarili del 1085, sorge attorno alla chiesa intitolata a San Michele; quest'ultima, già esistente nel 1110, si suppone venne costruita in epoca longobarda come sembra attestare la sua dedicazione al Santo protettore del regno longobardo. L'edificio attuale venne eretto dai parrocchiani nel 1660, periodo nel quale la canonica comprendeva anche una torre colombaia.
Alla località Polverara sono testimoniati dei possedimenti dei conti di Panico: il conte Ghino affittò nel 1315 un podere con annessa abitazione ad Aldrovandino di Simone di Aldrovandino. Pur non offrendo vestigia di costruzioni guerresche medioevali, di questo luogo si hanno ricordi fino al 1307, “per essere stati in quell'anno graziati con altri dal Consiglio di Bologna, e accolti in città, due fratelli Berto o Bolognetto e Giovanni, figli di un Giacomo da Brigola”. Questi militò, come soldato a cavallo, in aiuto de' Fiorentini nel 1312 nella lega delle città toscane contro Enrico VII. Nel 1326, dopo la disfatta di Zapponino, fu assediato nel Castel di Casio, battuto, condotto a Bologna e decapitato Buonafede da Brigola, che si distinse fra gli insorti Ghibellini della montagna.
Nella seconda metà del '700 l'area contava 214 abitanti divisi in 40 famiglie ed era suddivisa in 3 borghetti principali: Poggio, Cà di Pè e Polverara.
All'interno dello stato ecclesiastico, nel 1815, Brigola divenne frazione di Gabbiano appodiato di Monzuno.
Oltre alla chiesa di San Michele, artisticamente sono pregevoli l'edificio di Cà de Marsigli – risalente al XV secolo – i due edifici principali della Polverara e la facciata di una torre, non più esistente nel suo complesso, in località Cà di Cò, anch'essa risalente al 1400.

## Note

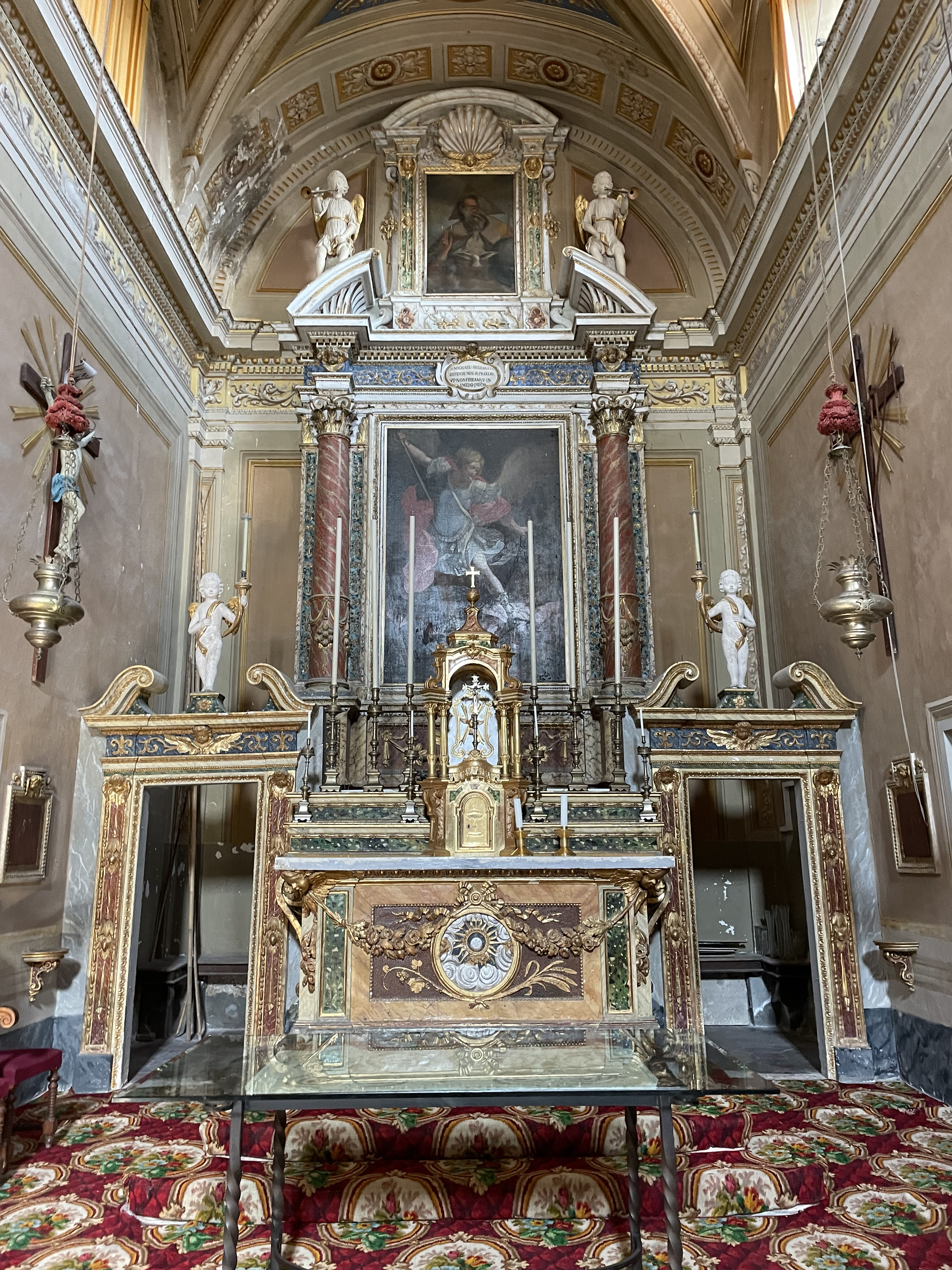
Chiesa di San Michele a Brigola (interno, altare maggiore)